# Marián Kelemen
Marián Kelemen, né le 7 décembre 1979 à Michalovce (en Slovaquie, alors partie de la Tchécoslovaquie), est un footballeur professionnel slovaque

## Palmarès
- Champion de Pologne en 2012